# بعد 28 يوما (فلم)
بعد 28 يوما (بالإنجليزية: 28 Days Later) هو فيلم رعب ما بعد الكارثة صدر عام 2002، من إخراج داني بويل وكتابة أليكس غارلاند. يقوم ببطولته كيليان مورفي في دور ساعي دراجات يستيقظ من غيبوبة ليكتشف أن إطلاقاً عرضياً ل[[فيروس] شديد العدوى يثير العنف قد أدى إلى انهيار المجتمع. يشارك في الأدوار المساندة كل من ناعومي هاريس وكريستوفر إكليستون وميغان بورنس وبرندان غليسون.
استلهم غارلاند فكرته من سلسلة أفلام ليلة الأموات الأحياء لـ جورج روميرو، ومن رواية يوم التريفيدز (1951) للكاتب جون ويندهام. جرى تصوير الفيلم في مواقع متعددة داخل المملكة المتحدة عام 2001. وصوّرت الطواقم خلال ساعات الصباح الباكر، مع إغلاق مؤقت للشوارع، لالتقاط لقطات لمواقع معروفة ومزدحمة عادةً وهي خالية تمامًا. ألّف جون ميرفي (ملحن) الموسيقى التصويرية الأصلية للفيلم، وشارك فيها أيضًا موسيقيون آخرون مثل بريان إينو وفرقة غودسبيد يو! بلاك إمبيرور وغيرهم.
عُرض 28 يومًا لاحقًا لأول مرة في المملكة المتحدة في 1 نوفمبر 2002، وفي الولايات المتحدة في 27 يونيو 2003. تلقى مراجعات إيجابية بشكل عام وحقق نجاحًا تجاريًا، إذ بلغت إيراداته عالميًا 82.8 مليون دولار مقابل ميزانية قدرها 8 ملايين دولار، ما جعله أحد أكثر أفلام الرعب ربحًا في عام 2002. وقد أشاد النقاد بإخراج بويل، وأداء الممثلين، وسيناريو غارلاند، والأجواء العامة والموسيقى.
ورغم أن داني بويل لا يعتبره فيلم "زومبي" تقليدي، يُنسب إلى 28 يومًا لاحقًا أنه أعاد الحيوية إلى هذا النوع وأثر في إحيائه خلال العقد الذي تلا عرضه، خصوصًا بأسلوبه في تقديم مصابين سريعي الحركة ودراما شخصية مركزة على الشخصيات.
أدى نجاح الفيلم إلى إطلاق سلسلة أفلام تحت نفس الاسم، شملت جزأين إضافيين هما بعد 28 أسبوعا (2007) وبعد 28 عاما (2025). كما توسعت السلسلة لتشمل رواية مصورة بعنوان 28 يومًا لاحقًا: العواقب (2007)، وسلسلة قصص مصورة بعنوان 28 يومًا لاحقًا (2009–2011).

## الحبكة
تتسلل مجموعة من نشطاء حقوق الحيوان إلى مختبر في كامبريدج يحتجز شمبانزيّات شديدة العدوانية على نحو غير طبيعي. يقوم أحد النشطاء بإطلاق سراح شمبانزي رغم تحذير عالم من أنه مصاب بفيروس شديد العدوى يُطلق عليه اسم "الغضب". يهاجم الشمبانزي الناشطة، وخلال ثوانٍ من تعرضها للفيروس، تُصاب وتهاجم الآخرين، وينتشر الفيروس بسرعة في أرجاء بريطانيا، مما يؤدي إلى انهيار المجتمع بالكامل.
بعد ثمانية وعشرين يومًا، يستيقظ ساعي دراجات يُدعى جيم من غيبوبة أصيب بها إثر حادث مروري قبل تفشي الوباء، ليجد نفسه وحيدًا في مستشفى سانت توماس في لندن. يخرج جيم من المستشفى ويتجول في شوارع لندن الخالية، ويكتشف صحفًا تتحدث عن عملية إجلاء جماعي، ثم يدخل كنيسة ليجد فيها آثار مذبحة. يظهر عدد من المصابين ويطاردونه، لكنه يُنقَذ على يد ناجيين هما سلينا ومارك، ويأخذانه إلى ملجأ داخل متجر على جانب الطريق.
بطلب من جيم، يتوجه الثلاثي سيرًا على الأقدام إلى منزل والديه في ديبتفورد، ليكتشف أنهما انتحرا. ومع حلول الظلام، يقررون المبيت هناك. وبينما يسترجع جيم ذكرياته العائلية ويضيء شمعة، يجذب الضوء الجيران المصابين إلى المنزل. يُصاب مارك أثناء التصدي لهم، فتقوم سلينا بقتله فورًا قبل أن يتحول، وتقول لجيم: "إذا حدث لك ذلك، سأفعلها دون تردد".
يلاحظ جيم وسلينا إشارة ضوئية في شقة أعلى برج بلفرون، فيذهبان ويجدان سائق تاكسي يُدعى فرانك وابنته الصغيرة هانا. يشغل فرانك لهم بثًا إذاعيًا عسكريًا يعد بالحماية و"الخلاص من العدوى" في نقطة تفتيش خارج مانشستر. يخطط فرانك لأخذ هانا إلى هناك، ويوافق الأربعة على السفر معًا.
عند وصولهم إلى مانشستر، يجدون نقطة التفتيش مهجورة. في لحظة إحباط، يركل فرانك بوابة عالية مثبت عليها جثة، فتتساقط قطرة دم من الجثة إلى عينه، ويُصاب بالعدوى. يُحذر الآخرين من الاقتراب منه، لكن جنودًا مختبئين يظهرون فجأة ويطلقون عليه النار ويقتلونه.
يأخذ الجنود جيم وسلينا وهانا إلى منزل ريفي محصن تحت قيادة الميجر هنري ويست، ويستضيفونهم بجولة وعشاء. لكن ما يبدو كملاذ آمن يتضح أنه فخ؛ يكشف ويست لجيم أن البث كان وسيلة لاستدراج النساء لاستخدامهن في العبودية الجنسية من أجل رفع معنويات جنوده وإقناعهم بأن للبشرية مستقبل. يرفض جيم والرقيب فاريل هذا المخطط، فيأمر ويست بإعدامهما ويسجنهما. وأثناء تقييدهما، يخبر فاريل جيم أن العدوى لم تصل عبر الأطلسي وأن بريطانيا خضعت لحجر صحي من بقية العالم. يُقتل فاريل على يد جنديين يتشاجران لاحقًا، مما يمنح جيم فرصة للهروب إلى الغابة.
يرى جيم أثر طائرة نفاثة في السماء، مما يؤكد أن العالم الخارجي لا يزال نشطًا. يخدع ويست بإطلاق صفارة إنذار، ويقتل أحد الجنود، ثم يطلق سراح الجندي المصاب برايفت ميلر المحتجز لأغراض الدراسة، فيقوم ميلر بإصابة وقتل باقي الجنود. يحاول الجندي ميتشل اختطاف سلينا، لكن جيم يقتله بوحشية تجعل سلينا تعتقد أنه مصاب. لكنها تتردد "لأطول من نبضة قلب واحدة" قبل أن تقتله، ثم تدرك أنه لا يزال سليمًا ويقبّلان بعضهما.
يحاول الثلاثة الهروب في سيارة فرانك، لكن ويست، المختبئ في المقعد الخلفي، يطلق النار على جيم ويصيبه في بطنه. ترد هانا بوضع السيارة في وضع الرجوع، مما يسمح لميلر باقتحام النافذة الخلفية وسحب ويست وضربه حتى الموت بينما تهرب السيارة.
بعد ثمانية وعشرين يومًا أخرى، يتعافى جيم في كوخ ناءٍ في منطقة كمبريا، وتُظهر الطرقات جثث المصابين وهم يموتون جوعًا. تحلق طائرة هوكر هانتر في السماء، فيرفع الثلاثي لافتة قماشية كبيرة كتب عليها "HELLO". يلوّحون للطائرة، ويتساءلون فيما بينهم عما إذا كان الطيار قد رآهم.

## طاقم التمثيل
الطاقم التمثيلي كان فائق التميز. الممثل سيليان مـيرفي يؤدي دور جيم بمـهارة كبيرة، ويمنحها بهـدوئه ووثوق نظراته الكثير من الإقناع. الممثلة نعـومي هـاريس كـذلك قدمت أداءً قوياً لشخصية سيلينا المستعدة لقتل من تعـرفهم خلال لحظات بهدف النجاة، والتي بنظرها «النجاة هو أهم ما يمكن فعله». ومجملاً الطاقم التمثيلي (معـظمهم غير معروفون) قد كان موفقاً وتجسيدهم للشخصيات شديد التلقائية. ويرافق الأحداث تميز السيناريو الذي يجعلنا نتعاطف ونفكر بشخصيات القصة الذين يقومون بالتعـبير عن آرائهم المختلفة والتحاور مع بعضهم بالشكل الطبيعي، عوضاً عن الهروب والقتال الشرس على مسرح الأحداث مع مخلوقات الزومبي التي تلاحق الشخصيات دون فـكرة ولا جملة يود الفيلم قولها، ولا نرى سوى دفعة من الدماء والصراخ.

## الإنتاج

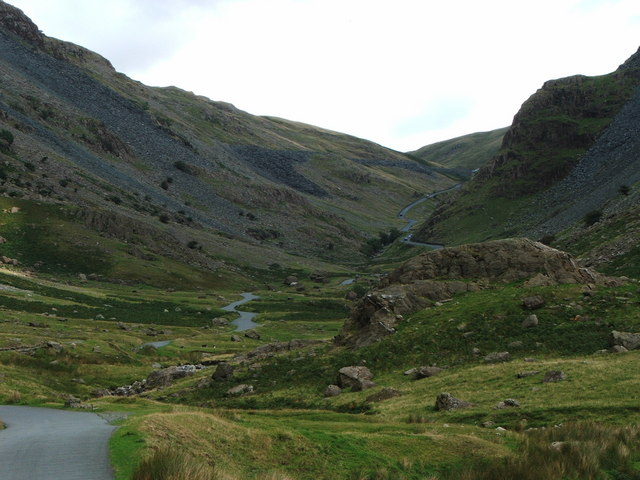
ممر هونيستر مباشرة فوق باترمير

فيلم «بعـد 28 يوماً» يشكل نظرة راقية ومختلفة لنـوع قـديم من الأفلام. فيطرح هذا الفـيلم - بريطاني الصنع - أفـكاراً وتسـاؤلات عدة لدرجة يمكن وصفـه بدراسة خاصة للطبيعة البشرية، ويملك في نفس الآن مقومات فنية أخرى جيدة، لا تتوافر بأفلام نوعه. إنه يعامل موضوعيته بحرفـية وجدية عالية، ويعـالجها بأساليب متميزة جداً تبتعد عن الصورة التقليدية المعهودة بأفلام الرعب والخيال ذات نفس توجهه القصصي.
مخرج الفيلم هو البريطاني الموهوب داني بويل صاحب عدة تجارب هامة أبرزها بالتأكيد فيلمه «ترقب القـطار»، الذي يمثل إحدى العلامات البارزة في السينما البريطانية خلال عقد التسعـينيات. وكان بويل قد صرح بالسبب وراء خوضه هذه التجربة: لقد رغب بصناعة فيلم في قالب من «رعب الزومبي» ولكن ببعد درامي وإنساني. وقد وفق ونجح بصناعة ما قد أراد. هذا بالتأكيد ليس حال معـظم المخرجين المهتمين لسينما الرعب الذين يخوضون تجاربهم بافتقار شديد للهدف والفكرة، ومعظماً الموهبة كذلك.

## النمط والإلهام
كتب الفيلم الروائي أليكس غارلاند والذي لم تكن له أي انجازات سابقـة في مجال السينما. غارلاند اشتهر سابقاً بكتابته لرواية «الشاطئ» التي تم اقتباسها لفيلم بنفس العنوان ومن قبل بويل نفسه (غارلانـد لم يشارك بكتابة السيناريو). غارلاند بهذا الفيلم تأثره كان واضحاً من الروايتين «أيام نبتة الترفد» و«رجل الأوميغـا»، حيث جمع من كلتا الروايتين بضعة أحداث وأفكار قصصية بارزة. السيناريو يركز بإتقان على تصاعد وتطورات القصة، هنا القصة التي تقود الفيلم وليس الدماء (إن صح التعبير). فيهتم بالتغيرات في نفسية الشخصيات وهي تغيرات ذات جوهر ثري. عوضاً عن التركيز ودس مشاهد الدمـاء والتقـزيز التي تعـتمدها بشكل كبير العـديد من أفلام الرعب الفـارغة. كما أنـه لا يجعـل من أبطاله أشخاصاً خارقـين أو أقـوياء مدججين بأخطر الأسلحة ليعـتمد إدخال جرعة حركة كبيرة في الفيلم تفقـده مصادقيته وجماليته. يضعنا السيناريو أمام مسألة صعبة معقدة، فهل يمكن لشخص أن يقتل أعز الناس عليه من أجل النجاة؟ وإن كـان «مـلوثاً» فما سيكون حجم إدراكـه وتقـبله للأمر؟ في النهـاية إن حبكة القصة تثبت وتبعث الفكرة الأساسية، أن الحب يقيد الغرائز البشرية حتى لو أدى الأمر إلى الهلاك، وفي كابوس قاسي كما بالفيلم، هنالك أهم ما يمكن فعله من النجاة فقط. هذا ما يعرضه الفيلم بطريقة مدروسة ورائعة.. وهذا ما يجعله مميزا للغاية، فكم فيلم رعب يوجد يقدم دراسة للطبيعة البشرية، مـثل هذا الفيلم.

## ردود الأفعال
المخرج داني بويل قدم عملاً رائعاً، بأفكار وأساليب عدة استطاع بها أن يوجه فيلمه بالشكل المبتكر والمناسب. وقد كان مدركاً تماماً للأجواء التي يتوجب صنعها للقصة، فقام باختيار تصوير أغلب مشاهد الفيلم من خلال كاميرا فيديو رقمية، لكي تعـطي إحساساً عالياً بواقعـية الأحداث. واعتمد التصوير العـبثي والخاطف في مشاهـد الرعب. يعود فضل كبير لبويل بجعل هذا الفيلم فيلماً مختلفاً عن ما سبقه من أفلام الزومبي، فهو لا يركـز على المؤثرات البصرية ومشاهـد الحركة والدمـاء والأحشاء، ولا يدخل الأغاني الصاخبة أو المقاطع الموسيقية المفاجئة، كما تفعل أفلام الرعب الهوليوودية.
بويل استطاع أن يحقق المعادلة الصعبة بتقديمه لهذا الفيلم... أو هـذا المزيج الرائع والرصين بين الرعب والخيال والدراما. فاستطاع فيلمه رغـم أنه تحت بند «الرعب» أن ينال إعجاباً كبيراً من الجمهور والنقاد، هـذا بالطبع ما لا يحدث كل سنة. وبويـل ليس البريطاني الوحيد، فقـد استطاع عـدة مخرجون بريطانيون صناعة أفلام رعب في فترة الألفية تحقق نفس النجاح، وهم: إيدجار رايـت في فيلمه الزومـبي الساخر «شاون المـوتى» سـنة 2004، وأيضاً نييل مارشـال في «الهـبوط» الذي ظهر في السنة الموالية. السينما البريطانية نجحت في الألفية إنتاج فيلمين يعتبران ضمن تصنيف أفضل عشرة أفلام زومبي على الإطلاق، الأول هو «شاون الموتى» والآخر «بعد 28 يوماً»، الذي بلا شك يستحق التواجـد، فهذا الفيلم يسرد قصة ذات أفكار درامـية شديدة التـميز، ويهتم برسم علاقات منطقية وجميلة بين الشخصيات والتركـيز على البعد الإنساني للقصة، ويقدم العديد من اللحظات المرعبة والموترة بشدة، أخرى ظريفة ومؤثرة.. ضمن صناعة ممتازة جداً.

## وصلات خارجية
- الموقع الرسمي
- مقالات تستعمل روابط فنية بلا صلة مع ويكي بيانات
- Naomi Harris Interview
- Filming Locations Guide

]